# Bronowice (městská část)
Bronowice (polsky Dzielnica VI Bronowice) je šestá městská část Krakova. Do roku 1990 spadala administrativně pod čtvrť Krowodrza. K 31. prosinci 2007 žilo v Bronowici 22 428 obyvatel. Rozloha městské části činí 1 354 ha.

### Externí odkazy

Městská část VI Bronowice